# Reforma educativa de Germán Rama
Por reforma educativa de Germán Rama, se conoce en Uruguay a una controversial reforma lanzada en el año 1995 que introdujo cambios en todo el sistema educativo uruguayo en el período comprendido entre los años 1995 y 2000, durante el gobierno de Julio María Sanguinetti, siendo director nacional de educación pública el profesor Germán Rama. Algunas características de la reforma como la implementación del plan de estudios 96' implicaron cambios en el sistema educativo que se implementaron en años posteriores, como la creación del plan TEMS (Transformación de la Educación Media Superior), establecido en el año 2003 para adaptar la educación media superior (bachillerato) a la Reforma de Rama.
La aplicación de la reforma dividió a la sociedad uruguaya, a docentes y estudiantes, y continúa despertando visiones opuestas en cuanto a sus objetivos y sus resultados. A partir del año 2006, la mayoría de las características de esta reforma educativa se fueron eliminando del sistema educativo, en particular lo referido a la reforma del plan de estudios 96' y a la gestión de los centros de estudios.

## Fundamentos de la reforma
La mayor preocupación de los impulsores de la reforma fue la relación entre educación y equidad social; sobre la base de que el nivel de aprendizaje de los alumnos está asociado a condiciones materiales de vida y al origen social de los estudiantes. En este sentido, una de las principales líneas de acción se centró en la educación preescolar por considerar su relevancia para el futuro desempeño educativo de los alumnos y su impacto sobre la equidad social.
De acuerdo con los datos estadísticos en que se apoyó el proceso de reforma, el 40% de los niños uruguayos nacían en el quintil más pobre de la población. Además, en ese 20% de menores ingresos se encontraban las madres cuyo último nivel educativo era la educación primaria. Cuatro de cada diez jóvenes que accedían a la educación media, eran los primeros en su familia en llegar a ese nivel educativo. Sobre la base de estos datos se impulsó un programa de escolarización temprana con el fin de que los niños de 4 y 5 años que no accedían a este nivel inicial por proceder de hogares económicamente carenciados y de disminuido capital cultural, recibieran a esa edad los estímulos que impulsaran su desarrollo social, psicológico y cognitivo, implementando también en las escuelas programas de alimentación que aseguraran las bases biológicas necesarias para ese desarrollo. 
Se plantea un proceso de “refundación del sistema educativo” que se propone por un lado continuar con la tradición igualitarista y laica y por otro ampliar el sentido democratizador de la educación y su rol de forjadora del desarrollo colectivo: “El estado de situación, las orientaciones y los objetivos de la Reforma apuntan a refundar el rol de la educación como factor fundador de una conciencia cultural y científica orientada a elevar la calidad de los recursos humanos, atenuador de la desigualdad social y la pobreza, dinamizador de los canales de movilidad social y modernizador de las relaciones con los contextos productivos y laborales”.

## Objetivos
La reforma tuvo cuatro objetivos centrales como ejes articuladores del proceso de reforma.

### Consolidar la equidad social
Se establece una fuerte asociación entre, por un lado, situaciones de pobreza, organización inestable de la familia, nivel educativo de los progenitores y por otro, escasos logros educativos.

### Mejorar la calidad educativa a través de
- la universalización de la educación inicial.
- la extensión del tiempo pedagógico (escuelas de tiempo completo y extensión de la jornada en el Ciclo Básico de Educación Media).
- nuevas formas de gestión de los liceos y las Escuelas Técnicas.
- ampliación de las opciones de formación en los Bachilleratos Diversificados.

### Dignificar la formación y la función docente
Se propone mejorar la calidad de la formación de los docentes, vistos como los principales actores en la aplicación de las reformas.Por lo que se crean los CERP. Se busca incrementar el número de docentes titulados para Educación Secundaria y Educación Técnico Profesional, y alcanzar el egreso de 800 maestros y 300 profesores anualmente.

### Fortalecer la gestión institucional
Se considera que todas las acciones llevadas a cabo con miras a mejorar la calidad de la educación no producen los resultados esperados si no son acompañados por cambios en la gestión y en el funcionamiento de las instituciones.

## Principales transformaciones en cada subsistema

### Educación Inicial
Se procuró contrarrestar el déficit cultural y social de los niños procedentes de los hogares más pobres mediante la extensión y consolidación de la educación inicial. De acuerdo con datos del Censo Nacional de Aprendizajes de la ANEP (1996) el 60% de los niños que no habían asistido a la educación inicial y cuyas madres tenían como último nivel educativo la primaria completa o incompleta; habían repetido al menos una vez en la educación primaria. 
Luego de un importante aumento de la matrícula en 4 y 5 años, la escolaridad en Uruguay se tornó obligatoria a partir de los 5 años desde 2003 y desde los 4 años a partir de 2009.

### Educación Primaria
Las acciones en este nivel tenían como sustento tres aspectos fundamentales: la valorización de la educación como política social, la integración de otros sectores sociales y la extensión de los tiempos escolares. Entre las acciones llevadas adelante se encuentran:
- el Programa de Alimentación Escolar (PAE) que apoyado en el Impuesto de Primaria permitió la multiplicación de comedores en las escuelas del país.
- las escuelas de tiempo completo (ETC) como forma de compensar las desigualdades en los ritmos de aprendizaje. En el marco de las escuelas de tiempo completo se desarrollaron además otros programas, a saber:
a. Programa de adquisición de una segunda lengua por inmersión parcial. En las escuelas en que funcionó este programa los alumnos adquirían una segunda lengua (inglés o portugués, según el programa que correspondía a la escuela) a través del dictado de los contenidos en una de estas lenguas durante la mitad de la jornada escolar.
b. Programa de fortalecimiento del vínculo escuela/familia/comunidad, con el fin de mejorar la integración escolar y que los alumnos obtuvieran mejores resultados educativos. Este programa creado en el marco del Proyecto MECAEP a fines de 1999 procuró proporcionar a la escuela un equipo interdisciplinario integrado por asistentes sociales y psicólogos para que en conjunto con toda la comunidad educativa identificaran las situaciones problemáticas en las escuelas y llevaran adelante estrategias para superarlas.
c. Programa de actividades recreativas y expresivas en ETC. Este programa surgió en 1999 a través de un convenio con organizaciones no gubernamentales para la realización de actividades recreativas en seis centros pilotos, llegando a 30 escuelas en 2003, lo que representó el 36% de la matrícula total de las ETC.
A partir de 1996 el sistema se propone ofrecer a los alumnos de todos los grados el acceso a libros de texto de Matemática, Lengua y Ciencias Naturales y de Ciencias Sociales para los alumnos de quinto y sexto año.

### Educación Media
Uno de los cambios más salientes es el cambio en la currícula de Ciclo Básico a través del llamado "Plan 96". Las asignaturas se organizaron en diversas áreas de conocimiento: Instrumental, Ciencias de la Naturaleza, Ciencias Sociales, Expresión y Espacio de Currículum Abierto. 
En el siguiente cuadro se aprecian las diferencias en la currícula entre el Plan 96 y el plan anterior (86) con su carga horaria semanal, así como su modificación a partir del año 2006. La división por áreas corresponde a la del plan 96. El plan 86 agregaba además las áreas "Actividades Adaptadas al Medio" que incluía Educación Física y "Programas del Área de Compensación Pedagógica" que se dividía en cuatro sub-áreas: expresión oral y escrita, razonamiento, técnicas de estudio y dificultades múltiples. Cualquier alumno podía ser derivado a alguna de estas áreas hasta que superase las dificultades que habían determinado su derivación, al tiempo que continuaba asistiendo a clases normalmente. En la Reformulación 2006 una de las horas de Idioma Español y una de las horas de Matemática se ubican dentro de lo que se denomina Espacio de Estrategias Pedagógicas Inclusoras. Esta hora de clase semanal se ubica al comienzo o al final de la jornada y asisten a ella aquellos alumnos seleccionados por el docente por presentar mayores dificultades.
| Áreas                     | Plan 86                                                               | Plan 96                         | Reformulación 2006                      |
| ------------------------- | --------------------------------------------------------------------- | ------------------------------- | --------------------------------------- |
| Instrumental              | Idioma español (5)                                                    | Idioma español (5)              | Idioma español (4 + 1)                  |
| Instrumental              | Matemática (5)                                                        | Matemática (5)                  | Matemática (4 + 1)                      |
| Instrumental              | Inglés (3)                                                            | Inglés 5)                       | Inglés (4)                              |
| Instrumental              | (en este plan la asignatura Informática se dicta en tercer año)       | Informática 5)                  | Taller de Informática (4)               |
| Ciencias Sociales         | Historia (3)                                                          | Ciencias Sociales (5)           | Historia (3)                            |
| Ciencias Sociales         | Geografía (3)                                                         | Ciencias Sociales (5)           | Geografía (3)                           |
| Ciencias de la Naturaleza | Ciencias Físicas (3)                                                  | Ciencias de la Naturaleza (5)   | Ciencias Físicas (3)                    |
| Ciencias de la Naturaleza | Biología (3)                                                          | Ciencias de la Naturaleza (5)   | Biología (3)                            |
| Expresión                 | Dibujo (2)                                                            | Educación Visual y Plástica (2) | Educación Visual, Plástica y Dibujo (2) |
| Expresión                 | (en este plan la asignatura Educación Musical se dicta en tercer año) | Educación Sonora y Musical (2)  | Educación Sonora y Musical (2)          |
| Expresión                 | Educación Física (2)                                                  | Educación Física (2)            | Educación Física y Recreación (3)       |
| Currículum abierto        | Actividades Planificadas Optativas (APO)                              | Espacio Adolescente (2)         | Espacio Curricular Abierto (ECA) (2)    |

En el plan 96´ el tercer año se organizó sobre la base de las asignaturas tradicionales, pero en los dos primeros cursos del Ciclo Básico el área de Ciencias Sociales podía ser dictada tanto por profesores de Historia como de Geografía y el área de Ciencias de la Naturaleza podía ser desempeñada por docentes de Biología, Química o Física. Esta fue una de las características del plan que más polémica y resistencia generó entre los docentes por considerar que interdisciplinariedad es "atender en primer lugar el carácter de disciplina de los saberes", conservando cada asignatura su identidad, lo que permite que se hagan visibles los puntos de contacto que permiten luego el trabajo interdisciplinar. 

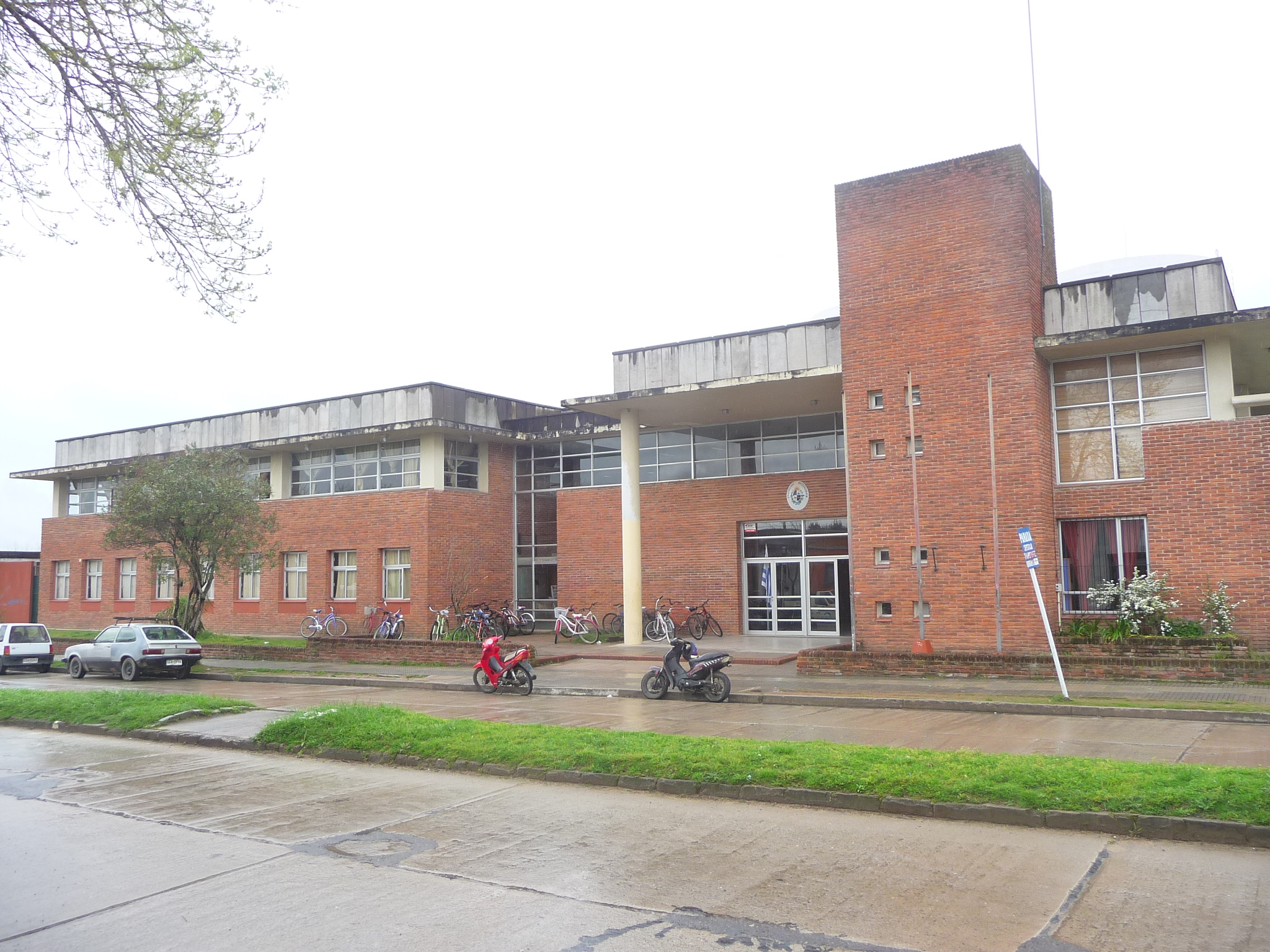
Arquitectura típica de un liceo de la reforma. Liceo N°2 de Rocha, uno de los primeros centros en donde funcionó el Plan Piloto.

Otra de las novedades en Educación Media es la creación de los Centros de Lenguas Extranjeras (CLE) en donde los alumnos podían estudiar una segunda lengua extranjera (aparte de la inglesa, de carácter curricular obligatorio) a través de cursos de tres años de duración a razón de dos sesiones semanales de una hora y media de duración. 
Otro cambio fue la instalación de séptimo, octavo y noveno en las escuelas rurales a partir de 1999. El objetivo era evitar que los estudiantes del medio rural se desvincularan de la educación media. Se pretende que los estudiantes que hubieran cursado el ciclo básico en esta modalidad estuvieran preparados para seguir avanzando en el sistema de educación formal.
Desde el año 2000 se comienza a proyectar un proceso de transformación en la educación media superior. La característica más saliente es la aparición del diseño curricular por trayectos en los que se mantiene la estructura de dictado de clase por asignatura pero con una fuerte coordinación entre asignaturas afines. Esto se concretó en la denominada TEMS (Transformación de la Educación Media Superior).

### Formación Docente
La innovación más destacada de este periodo la constituye la creación de los Centros Regionales de Profesores (CERP).
Según el Censo Nacional de Profesores de Enseñanza Secundaria realizado en el año 1995, el 44,4% de los docentes que enseñaban en los liceos de la capital del país eran titulados, mientras que en el interior del país ese porcentaje descendía al 19,6%; lo que se explica porque hasta ese momento la formación de los docentes de educación media se centraba en el Instituto de Profesores Artigas del cual egresaban algo más de 200 profesores anualmente; y en los Institutos de Formación Docente del interior del país, egresando de estos últimos -un total de 21 institutos- menos de 22 profesores anualmente. Tomando en cuenta que en el año del censo el 65% de los estudiantes de Educación Secundaria pertenecían al interior del país, esto da como resultado que apenas el 30% de los alumnos recibían su enseñanza de profesores formados para la tarea.
Con el objetivo de aumentar la cantidad de docentes titulados es que se crean entonces los Centros Regionales de Profesores (CERP) distribuidos en zonas específicas del interior del país.

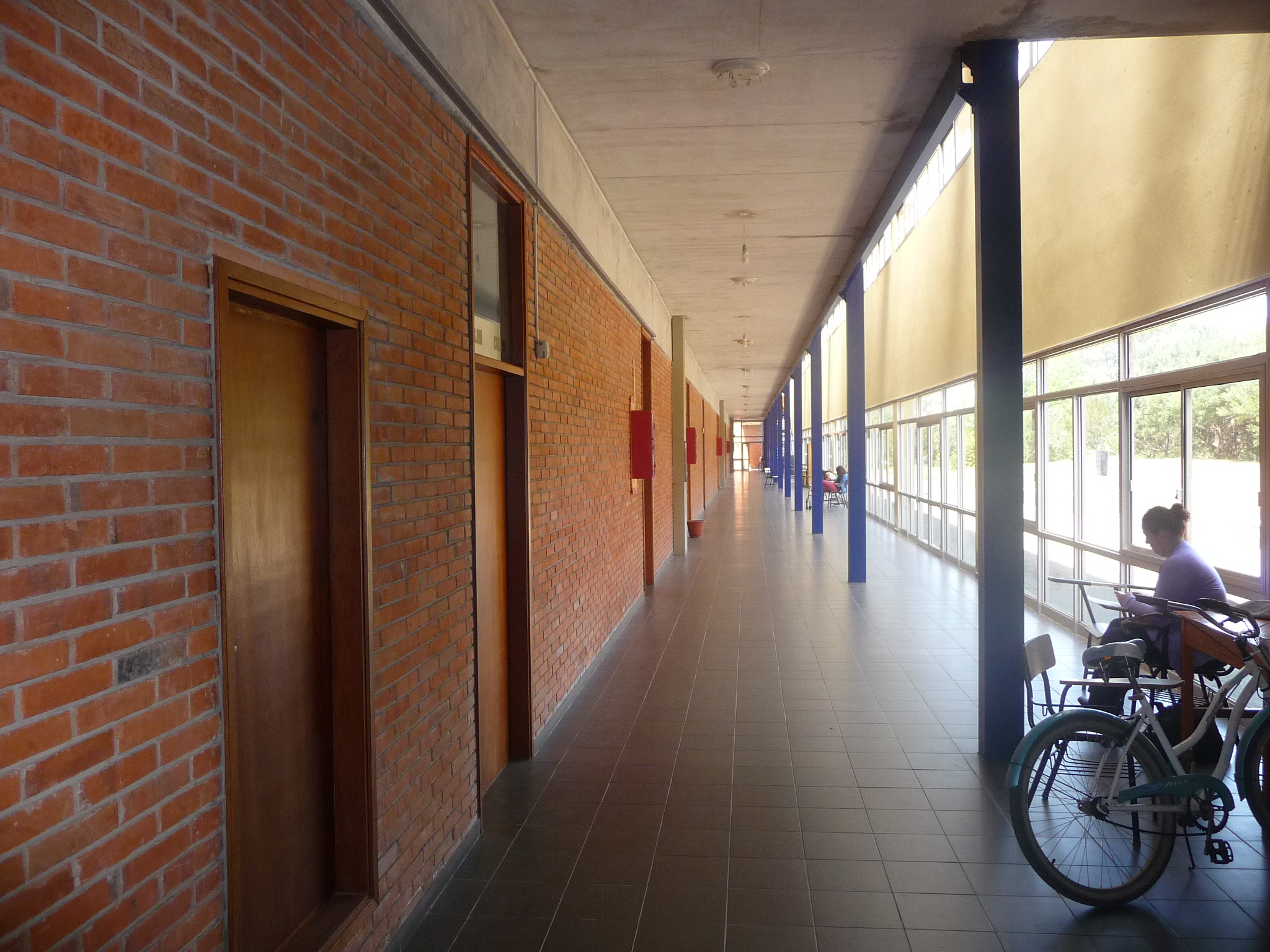
CERP del este (Maldonado)

## Críticas
Desde FENAPES (Federación Nacional de Profesores de Enseñanza Secundaria) se dieron a conocer diversas críticas a esta reforma, las cuales se centran en dos grandes aspectos:
1- Se considera una reforma impuesta, instalada en forma acorde a su espíritu “economicista” a través de una Ley Presupuestal creada a “espaldas del profesorado” y cuya implementación se realizó sin apertura al diálogo por parte de las autoridades de la educación.
2-La reforma carece de un modelo de hombre: “se basa en elementos sociológicos y no tiene en cuenta los elementos filosóficos y pedagógicos, considerados claves de cualquier reforma a implantar”.